# Jobst Bernhard von Korff zu Harkotten
Jobst Bernhard von Korff zu Harkotten (* 1621; † 1682) war kurkölnischer Kämmerer und Oberst in der kaiserlichen Armee.

## Leben

### Herkunft und Familie
Jobst Bernhard wurde als Sohn des Heinrich von Korff zu Harkotten (1580–1655) und seiner Frau Gertrud von Hörde zu Störmede (1590–1652) geboren. Er heiratete am 29. Mai 1648 in Münster Juliane von Westphalen zu Fürstenberg (1630–1695). Aus der Ehe gingen die Kinder Wilhelm Heinrich (1651–1703, ⚭ Francelina von Galen), Friedrich Ferdinand, Moritz Ferdinand, Katharina Gertrud (⚭ Dietrich Brenken), Anna Dorothea (1649–1700, ⚭ Freiherr Goswin Caspar von Ketteler), Brigitte Theodora (⚭ Wolfgang von Boeselager), Klara Helena (⚭ von Boenen) und Jobst Dietrich (* 1668, Stiftsherr in Cappenberg) hervor.

### Wirken
Jobst Bernhard trat 1647 in die Armee des Kaisers ein und diente hier bis 1670 und hatte zuletzt den Dienstrang eines Obersts. Er wechselte in die kurkölnische Armee und wurde zum kurkölnischen Kämmerer ernannt. Schließlich war er Soldat für den münsterischen Fürstbischof Christoph Bernhard von Galen. In Münster tagte in den Jahren 1643 bis 1648 der Friedenskongress, der mit dem Westfälischen Frieden endete. Während der Kongreßverhandlungen hatte Jobst Bernhard 1647 bei einem nächtlichen Tumult einen Stadtsoldaten getötet. Er berief sich erfolgreich auf eine Notwehrsituation und wurde nicht bestraft.

### Sonstiges
Am 26. November 1646 nahm Jobst Bernhard die adeligen Häuser Störmede und Rixbeck in Besitz, die er von seinem Onkel Wilhelm von Hörde (Domscholaster zu Hildesheim) erhalten hatte. Damit entfachte sich ein erbitterter Streit zwischen den Familien von Hörde zu Schwarzenraben und von Korff zu Harkotten, weil Jobst Bernhard mit seiner Inbesitznahme auch alle Rechte – einschließlich der Westerkottener Salzberechtigung des Alten Hauses Störmede – beanspruchte. Das Reichskammergericht wurde mit der Angelegenheit befasst. Störmede und Rixbeck blieben in Händen der von Korff, die somit auch im Herzogtum Westfalen landsässig wurde.

## Werke
Aller unterthänigste bedingliche Anzeigung, Nullitatis & Iniquitatis, Der Contra factam executionem Rei Iudicatae gegenseitig moliirten remorae In Vollstreckter execution-Sachen Jobst Bernard Korff, Triumphantis Contra Horde & Consort. succumbentes Digitalisat